# Wojciech Piątek
Wojciech Piątek (ur. 11 października 1983) – polski prawnik, profesor doktor habilitowany nauk prawnych. Specjalizuje się w postępowaniu administracyjnym oraz sądowo-administracyjnym. Profesor w Zakładzie Postępowania Administracyjnego i Sądowoadministracyjnego Wydziału Prawa i Administracji UAM.

## Życiorys
Studia prawnicze ukończył na Wydziale Prawa i Administracji UAM. W 2010 otrzymał stopień doktorski na podstawie pracy pt. Podstawy prawne skargi kasacyjnej w postępowaniu sądowoadministracyjnym (promotorem był Andrzej Skoczylas). Habilitował się w 2015 na podstawie oceny dorobku naukowego i rozprawy pt. Powaga rzeczy osądzonej wyroku sądu administracyjnego. W 2010 zdał egzamin sędziowski i rozpoczął pracę jako asystent sędziego w Wojewódzkim Sądzie Administracyjnym w Poznaniu, z kolei od 2015 jest starszym specjalistą w Biurze Orzecznictwa Naczelnego Sądu Administracyjnego.
Postanowieniem Prezydenta RP 11 maja 2020 r. uzyskał tytuł profesora nauk społecznych w dyscyplinie nauki prawne.

## Wybrane publikacje
Książki:
- Podstawy skargi kasacyjnej w postępowaniu sądowoadministracyjnym, Warszawa 2011
- Środki zaskarżenia w postępowaniu sądowoadministracyjnym wraz z wzorami pism procesowych, Warszawa 2013 (wraz z R. Hauserem i A. Skoczylasem)
- Egzekucja administracyjna świadczeń pieniężnych, Warszawa 2014 (wraz z P. Ostojskim)
- System prawa administracyjnego. Tom 10. Sądowa kontrola administracji publicznej, red. R. Hauser, Z. Niewiadomski, A. Wróbel (współautor I, X, XII rozdziału)
- Powaga rzeczy osądzonej wyroku sądu administracyjnego, Warszawa 2015

Komentarze:
- Postępowanie egzekucyjne w administracji. Komentarz, red. R. Hauser, A. Skoczylas, Warszawa 2012 r., wyd. C.H. Beck (współautor od 5 wyd.),
- Ustawa o samorządzie gminnym. Komentarz z odniesieniem do ustaw o samorządzie powiatowym i samorządzie województwa, red. R. Hauser, Z. Niewiadomski, Warszawa 2011, wyd. C.H.Beck (współautor)
- Prawo budowlane. Komentarz, Warszawa 2012, red. A. Gliniecki, wyd. LexisNexis (współautor)
- ponadto glosy do orzeczeń sądów, rozdziały w pracach zbiorowych i artykuły publikowane w czasopismach prawniczych, m.in. w „Państwie i Prawie”, „Ruchu Prawniczym, Ekonomicznym i Socjologicznym”[3][6][7]